# 安东尼娅·约兰松
安东尼娅·约兰松（瑞典語：Antonia Göransson，1990年9月16日—），瑞典女子足球运动员。她曾代表瑞典参加2011年国际足联女子世界杯，获得季军。她也曾参加2012年夏季奥林匹克运动会。